# دهستان راکوره
دهستان راکوره (به لاتین: Rakvere Parish) یک دهستان در استونی است که در شهرستان لنه-ویرو واقع شده‌است.

## خصوصیات
دهستان راکوره ۲۹۵ کیلومترمربع مساحت و ۵۵۷۰ نفر جمعیت دارد.